# Mohai Tamás (zenész)
Mohai Tamás (Székesfehérvár, 1965. július 28. – ) kétszeres EMeRTon-díjas zenész, gitáros, énekes, zeneszerző, szövegíró, zenetanár, a Faxni alapítója, a Boom Boom zenekar oszlopos tagja, közel 100 zenei kiadvány alkotója és / vagy közreműködője.

## Zenei pálya

### Hetvenes évek
Mohai Tamás 1976 nyarán határozza el, hogy zenélni fog, rá egy évre karácsonyra megkapja első gitárját. 1978-ban beiratkozik Pillár Miklóshoz klasszikus gitárt tanulni, és megalakul testvérével, Mohai Győzővel, Tárnok Ákossal és Váradi Zoltánnal az Ergo Sprint névre keresztelt zenekar.

### Nyolcvanas évek
Átalakul az Ergo Sprint, Tárnok Ákos saját zenekart alapít (Los Andinos). Csatlakozik Gángó Gábor (gitár) és Kádár László (basszusgitár), valamint egy évvel később Molnár Ferenc (ének). Új próbatermükben, az Ifiházban (később Szabadművelődés Háza) kialakul egy zeneileg hardrock műsor Gángó Gábor szövegeivel és Mohai Tamás zenéivel. 1981 elején fellépnek a Forgószínen, illetve általános és középiskolák nyílt napjain, ír róluk a Fejér Megyei Hírlap. Április 2-án a székesfehérvári Vörösmarty Színházban játszik az Ergo Sprint, mint a legfiatalabb helyi banda, a Tét (RH+ elődje), a DT, a Voga–Turnovszky-duó és a Jazz Gt társaságában. 1981 nyarán részt vesznek a Salgóbányai Rocktáborban, ahol Victor Máté, a tábor művészeti vezetője értékeli a zenekar elszántságát, majd hazaküldi őket gyakorolni. A tábornak köszönhetően már kisgyerekként megismerkednek az országos mezőnnyel. 1982-ben Gángó Gábor kikerül a bandából, így Molnár Ferenccel kvartetté válik az Ergo Sprint. Új műsor születik, immár Mohai Tamás írja a szövegeket is. Réti Zoltán népművelő feltűnik a színen, bejár a próbákra, instruál, később szövegeket is ír.
1982 őszétől Mohai Tamás és Mohai Győző szombatonként Pestre jár a Postások Erkel Ferenc Zeneiskolájába. Mohai Tamásnak Gadó Gábor, később Folk Iván a gitártanárja, Mohai Győzőnek Nesztor Iván a dobtanárja, Székesfehérváron pedig Somorjai Ferenc az összhangzattan tanár. Közben koncerteznek Fehérváron és környékén, művelődési házakban, kollégiumokban. 1983-ban hárman maradnak, így Mohai Tamás újra a mikrofonhoz lép, közben csatlakozik a Tritonus Jazz Trióhoz (Márkus József, Vörös Tamás, Mohai Tamás). Májusban az Ergo Sprinttel ellátogatnak a Balatonszemesi Rocktáborba, és az Ifjúsági Magazin megemlíti a zenekart. Júniusban részt vesznek a Salgóbányai Rocktáborban, augusztusban a Budai Ifjúsági Park amatőr rockzenekarok gálaműsorán. Victor Matyi a rádióban bejelenti, hogy az Ergo Sprint felveszi a Faxni nevet. 1983 szeptemberében bemutatkozik a Faxni a székesfehérvári KÖFÉM Klubházban: Mohai Tamás (gitár-ének), Mohai Győző (dob), Kádár László (basszusgitár). Mohai Tamás elkezd játszani az RH+ zenekarban is. Ugyanebben az évben a Faxni 14 dalt rögzít a Hangár együttes stúdiójában, Tamásiban (többek között: Karnevál, Helyzetkép, Álmodom megint, Csöpög a csap, Tíz emelet, Verziók, Szép jó minden, Denevér, Kreatív, Pista trappista).
1984-ben megalakul a GMK Jazz Trió (Szántó Ferenc, Töttös László, Mohai Tamás). A Faxni májusban másodszor vesz részt a Balatonszemesi Rocktáborban, júniusban Salgóbányán harmadszor szerepel, augusztusban megosztott első helyezést ér el a győri Citrom együttessel a Budai Ifjúsági Parkban. Szeptemberben Mohai Tamás megkezdi tanulmányait a Bartók Béla Szakközépiskola jazz-tanszakán Babos Gyula tanítványaként. Megalakul a Videoton Big Band és a WS 85 jazz-rock zenekar, itt is együtt játszik Mohai Tamás és Mohai Győző. A Magyar Rádió 8-as stúdiójában három nótát rögzít a Faxni (Gyanús, Szobrász, Asztrológia). A zenei rendező Victor Máté, a hangmérnök Lakatos Gábor. A Petőfi Rádió leadja a dalokat a műsoraiban, főként Göczey Zsuzsa jóvoltából. Egyre többet koncertezik a Faxni Budapesten és vidéken, Fejér megye tíz településén az MMK Körműsor keretében, és részt vesz a Poptojás koncertjein is.
1985-ben Orszáczky Miklós először jön haza Ausztráliából, és január 6-án fellép a budapesti Lágymányosi Közösségi Ház MINI klubjában, ahol a Faxni az előzenekar aznap este. Feltűnő a siker, Mohai Tamást elhívja a Varga Miklós Band, aztán az EDDA gitárosának, de végül marad a Faxniban. Kate Lőrinczi bostoni újságíró meghallgatja a Faxni zenekart az Almássy téren, cikket ír a koncertről, és invitálja Mohai Tamást a Berklee College of Music jazztanszakára Bostonba. Közben folytatódnak a felvételek a 8-as stúdióban (Doktor úr, Szájkosár, Köd, Cél). 1985. április 27-én a Karthago előtt játszik a Faxni a Petőfi Csarnokban. Május 30-án megrendezésre kerül az első Faxni SÓ Székesfehérváron az Építők Művelődési Ház udvarán (ettől kezdve hét évig minden májusban). A zenekar kiegészül négy fúvóssal és két ütőssel (Makovics Dénes, Plecskó László, Juhász Zoltán, Hergovics Gábor; Pinka Lajos, Falaki Csaba). A két órás koncerten számos új dal elhangzik (Esti Hírlap, Lesz még jobb is, Zajdzsungel, Utolsó dal). Babos Gyula hangosítja a koncertet, aki a sulin kívül is segíti a zenekart. A Videoton Big Band a Sóstói Stadionban az ominózus Real Madrid–Videoton-meccs előtt és a Debreceni Jazz Napokon is játszik. Az 1985-ös Szerelem első vérig című filmben Mohai Tamás is kap egy rövid szerepet. Szeptemberben a Hazel O’Connor és a KFT előzenekaraként játszik a Faxni trió és a négy fúvós a Budapest Sportcsarnokban. Ugyanebben a felállásban önálló koncertet adnak az Almássy téri Szabadidőközpontban Zeneiskola címmel.
1986-ban Kádár László helyére Kremnitzky Géza kerül a Faxniban, a fúvós szekcióból pedig csak Plecskó László (harsona) marad. Ettől kezdve négytagú a Faxni. Az új dalokat a Voga-Turnovszky páros segítségével rögzítik négysávos kazettás magnóra (Budapest felé késnek a vonatok, Nehéz de könnyű, Nagyon fontos). Ugyanebben az évben a Videoton Big Band a Német Szövetségi Köztársaságba látogat 10 napra Dorstenbe. Később a zenekar hattagúra zsugorodik, és Videoton Jazz Band néven játszik tovább (Mohai-testvérek, Plecskó László, Hergovics Gábor, Juhász Zoltán, Vörös Tamás), itt is Mohai Tamás írja és hangszereli a számokat. A Voga–Turnovszky–Faxni formáció Nyeső Máriát kíséri a siófoki Interpop Fesztiválon. Felvételre kerülnek az LGM stúdióban az Esti Hírlap, Édes a méz dalok a Faxni-kislemezre. A zenei rendező Voga János, a hangmérnök Siklós György, a producer Boros Lajos (Hungaroton Bravo). Ugyanitt ősszel feléneklésre kerül az angol nyelvű Édes a méz, ami a MIDEM-re is kijut. Elkészül az Édes a méz videoklipje Nagy Zoltán Péterrel a Városi Televízióban, Székesfehérváron. A klipet később a Magyar Televízió is műsorára tűzi. Leforog az Esti Hírlapra egy klip Somogyi Tamás rendezésében, aki a későbbi években is aktívan dokumentálja a bandát mint fotós. Megalakul az Isaura Jazz Rock Trio (a Mohai-testvérek mellett Kiss G. László basszusgitározik).
1987-ben megjelenik a Faxni-kislemez, ami felkerül a Magyar Ifjúság tízes listájára. Élő telefoninterjúra kerül sor a Petőfi Rádió reggeli műsorában. A Voga–Turnovszky–Faxni formáció Kelet-Berlinben szerepel a Rote Lieder Fesztiválon. Az East elhívja gitározni az új albumára Mohai Tamást, aki dalokat is visz magával. A Benne vagyunk című dal Várom az ünnepeket címmel felkerül az új anyagra. Dévényi Ádám Átmeneti Kabát formációjában Trunkos András és Muck Ferenc mellett Mohai Tamás és Mohai Győző is játszik. 1987 májusában Mohai Tamás befejezi a Bartók Jazz Konzervatóriumot. Zárókoncertjét az Egyetemi Színpadon adja (Virág Gábor, Varga Róbert és a Mohai-testvérek). Nyáron Mohai Tamás a Voga–Turnovszky Duóval az Origo Stúdióban, az Easttel a Tom Tom Stúdióban, az Omegával az Omega Stúdióban dolgozik a Babylon című lemezen. Augusztusban Mohai Tamás megkapja a behívóját, így Veszprémbe kerül a Légierő Big Bandbe, amit Katona János vezet. Tanít tovább Fehérváron, és koncertezik is a katonai szolgálat mellett. 1987 decemberében koncertet ad a Faxni a fehérvári Szent István Teremben, további új számokkal (Erősödik a barátság, Feeling goodbye, Környezet, Mellettem-mögöttem, Tegnap is holnap is). Megalakul az Ázsió Jazzrock Kvartett (Mohai Tamás, Mohai Győző, Rajna Vilmos, György Mihály).
1988-ban Faxni koncertfelvétel készül a Rádió 22-es stúdiójában, amit később többször leadnak műsoraikban (Nem hiszem el, Fájdalommentes füllyukasztás, Minket nem, Erősödik a barátság). Közben a Tegnap is, holnap is című számmal szerepel a Faxni a Magyar Televízióban. Megkezdődnek a Szemétdombon a rock and roll című 25 perces, kilenctételes Faxni-kompozíció próbái, amelyet a Vörösmarty Színházban decemberben megrendezésre kerülő Fehérvárock című koncerten mutatnak be. A koncertet Kolozsvári Kende szervezi, az 1988-as év sikeres fehérvári formációinak közreműködésével (RH+, Los Andinos, Testcselpuszi, Voga–Turnovszky, Videoton Jazz Band és a Faxni). Közben Victor Mátéval közösen dolgoznak a Szavak a fogmosópohárban című rockoperán, melyet a Magyar Rádió 8-as, 22-es és 6-os stúdióiban kezdenek rögzíteni december végétől. A szöveget Ágai Ágnes írta. Boros Lajos kijelöli a stúdiót a Tizedik történet, a várva várt első Faxni-album felvételeire. 1988 novemberében Mohai Tamás a Légierő zenekar héttagú kombójával (Katona János, Héder Imre, Bencze Csaba, Schreck Ferenc, Ürmös Dániel, Jeszenszky György, Mohai Tamás) Kelet-Berlinben részt vesz egy fesztiválon. A formáció a Ki mit tud?-on is elindul.
Mohai Tamás 1989 februárjában szerel le, és még aznap Kecskeméten, az Origo Stúdióban megkezdődik a 12 dalból álló Faxni-album felvétele. A hangmérnök Cserny Kálmán, a zenei rendező Voga János, a felvételvezető Várkonyi Zsolt. Rögtön ezután ugyanitt elkezdődik a Videoton Jazz Band Földközi tengely című albumának felvétele is. Mindkét album szeptemberben jelenik meg. 1989 júniusában az Agárdi Popstrandon a Fájdalommentes füllyukasztással szerepel a Faxni a Magyar Televízió felvételén. Bemutatják a Földközi tengely lemezt a Petőfi Csarnokban, ettől kezdve Posthumus a formáció neve (Héder Imre, Schreck Ferenc, Czvikovszky Gábor, Juhász Zoltán, Kránitz Imre is játszanak a lemezen és/vagy a koncerteken).

### Kilencvenes évek
1990. január 12-én kerül sor a Tizedik történet lemezbemutató koncertre a Petőfi Csarnokban. Az ezt megelőző napokban a Magyar Televízió aktuális rock műsorában a Kinyílt a bicska című dal mint koncertbeharangozó szerepel egy rövid interjú kíséretében. Februárban a Faxni eMeRTon-díjat kap „Az év reménysége” kategóriában, élő koncertet adnak a Rádió 6-os stúdiójában. Winand Gábor csatlakozik a zenekarhoz, énekel és szaxofonozik. A Lágymányosi Közösségi Ház teret ad a Faxni-klubnak, közösen Dévényi Ádám új projektjével. A Videoton Jazz Band / Posthumus teltházas lemezbemutatót tart Székesfehérváron a Szent István Teremben. 1990 májusában Kremnitzky Géza búcsúzik a Faxnitól, újra Kádár László lesz a basszusgitáros. Megkezdődnek a próbák az új felállással (Kiálts az égre, Óperencia, Valaki keresett, József Attila utca, Holnaptól, Ha most jönnél…). Júliusban Mohai Tamás a Muck Ferenc Kvintettel játszik a Debreceni Jazz Napokon Charles Lloyd előtt. A formáció (Muck Ferenc, Farkas Mihály, Fekete Samu Tibor és a Mohai-testvérek) októberben a Pozsonyi Jazz Fesztiválon szerepel John Scofield előtt. 1990 szeptemberében elkezdődik a Rádió 8-as stúdiójában a következő Faxni-album számainak a felvétele, köztük a József Attila Gyermekké tettél című versére írt dal. Októberben Budapesten a SOTE Klubban Katona Kláriék előtt játszik a Faxni.
A hónap végén Önállás címmel szóló koncertet ad Mohai Tamás A Szabadművelődés Házában. Új dalok (Séta a városban, Elena, Tényleg nem) és régiek egyaránt elhangzanak. A Magyar Televízió is rögzíti a Faxni együttes Holnaptól című számát. 1991 márciusában Farkas Mihály csatlakozik a Faxni zenekarhoz, így hattagú lesz a csapat. Újabb számok kerülnek a műsorba: Annyi minden, Új dalra vált, Séta a városban, Remélem, hogy megbántad és a rockopera dalai (Forradalom, És mégis minden megtörtént, A felnőttkor küszöbe, Csak a kínlódás). 1991 júniusában megalakul az MWF Quintett (Mohai testvérek, Winand Gábor, Farkas Mihály, Vörös Tamás), mely augusztusban a budapesti Vásárcsarnokban szerepel a Magyar Televízió itt rögzített jazzkoncertjein. Augusztusban Székesfehérváron létrejön fehérvári zenekarok zenészeiből a J.R.P. Zenei Társaság, ami szeptemberben teltházas koncertet ad a Szent István Teremben. Ezen újra trióban lép fel a Faxni Kremnitzky Gézával, régebbi számokkal. . Eközben Mohai Tamás a Városi Televízióban tevékenykedik szerkesztő-riporterként, és szignálokat ír a Televíziónak. A Városi Televízióban elkészül a John Lennon emlékműsor székesfehérvári zenésztársak közreműködésével (Voga János, Siklósi Imre, Kremnitzky Géza, Szabó Sándor, Cserta Gábor és Mohai Tamás).
Felmerül egy szólóalbum gondolata, majd 1992 februárjában megkezdődik a Századvégi R & R album felvétele az Origo Stúdióban Várkonyi Zsolt hangmérnök segédletével. Mohai Győző a dobprogramokban működik közre, egyébként Mohai Tamás játszik minden hangszeren (Századvégi rock and roll, Mára nincs több kérdés, Ki tehet róla, Mindegy hogy hol, Elena…), összesen 12 dal készül. 1992 áprilisában Mohai Tamás és Mohai Győző csatlakozik a Mészáros Ferenc vezette Blues Clinic formációhoz Kisteleki Győzővel, Kiss Györggyel, Haas Andreával és Rábai Tündével. Májusban a szokásos Faxni SÓ helyett Faxni-trió verzió koncertre kerül sor a székesfehérvári Szent István Teremben. Egy-két új szám (Érezzük már, baby) mellett régi klasszikus trió Faxni számok hangzanak el Kádár Lászlóval a basszuson. 1992 nyarán a Mohai–Vörös Trió rendszeresen játszik a székesfehérvári Megyei Művelődési Központ udvarán. Elkészül a Századvégi rock and roll videoklip Nagy Zoltán Péter közreműködésével a Fehérvár TV-ben. Megkezdődnek a (későbbi) Kiadatlan 1992 album számainak felvételei a Zenészkör támogatásával a Magneoton stúdiójában, ahol ismét Lakatos Gábor a hangmérnök (10 Faxni-dal, 4 szám a Szavak a fogmosópohárban anyagról, valamint a Gyermekké tettél). Szeptemberben az Origo Stúdióban felvételre kerül az It’s Ordinary Speech című album a Mohai–Vörös Trióval. 1992 őszén megalakul a Titusz és az Oroszlán, Vadon Titusz és Mohai Tamás új projektje, melyhez Kisteleki Győző és Mohai Győző is csatlakozik. A zenekar nyolc új dalt vesz fel Bécsben, ugyanitt debütál decemberben és a hónap végén Budapesten, a Petőfi Csarnokban. Ez utóbbit a Magyar Televízió is rögzíti.
1993 januárjában Századvégi R & R lemezbemutató koncertre kerül sor A Szabadművelődés Házában, Fehérváron (Mohai testvérek, Nagy Imre, Kisteleki Győző, Suták Zsolt és Haas Andrea). Márciusban ugyanitt megrendezésre kerül az első Titusz és az Oroszlán önálló koncert további új dalokkal, amiket az Origóban rögzítenek. Az album Nincs rossz tánc címmel jelenik meg. Augusztusban befejeződik a Léha élet című második szólóalbum keverése, szintén Kecskeméten az Origóban, Vadon Titusz és Mohai Győző közreműködésével. Ősszel Mohai Tamás a nagykanizsai jazzfesztiválon a Besenyő Blues Band tagjaként gitározik.
1994 tavaszán befejeződnek Siklósi Imre Maradj még című albumának felvételei az Origo stúdióban Mohai Tamás (ének, gitár, billentyűsök és zenei rendezés) közreműködésével. Ez az utolsó lemez, ami itt készül. Mohai Tamás beugrik a R.A.B.B.-ba Závodi Jánost helyettesíteni, két bulit játszik a Bem Rockparton. A Mohai–Vörös Trió jazzkoncerteket ad hétfőnként a veszprémi várban. A Titusz és az Oroszlán Hol jársz? című dalához videoklip készül. 1994 nyarán elindulnak a Happy Bulls Country Band-koncertek Borissza Andrásnál a Bitburger étteremben Balatonfüreden minden este Kremnitzky Gézával és Kisteleky Győzővel trióban. 1997-ig játszik itt a formáció minden nyáron (Tohai Andrea, Várkonyi Zsolt, Kremnitzky Géza, Mohai Tamás). Négy éven át ősszel a Foodapesten, a Jim Beam standon is játszik a Happy Bulls, és számos más hazai koncert mellett 1995-ben Olaszországba is eljut. Ősszel megkezdődik a Faxni: Vorásszéj album számainak felvétele a Magyar Rádió 8-as stúdiójában. A zenei rendező Bornai Tibor, a hangmérnök Buczkó Gábor.
Az 1995-ös Voga Esten közreműködik Jankai Béla és Mohai Tamás a Komédium Színházban. A Vorásszéj lemezbemutató koncertre Székesfehérváron A Szabadművelődés Házában kerül sor, Bedő Csaba gitáros csatlakozik a zenekarhoz a koncerteken. A Faxni Vorásszéj unplugged koncertet ad Fehérváron a vidámparki Sörsátorban, elkészíti a Vorásszéj-videoklipet Nagy Zoltán Péterrel a Városi TV-ben, majd újra felveszi a Vorásszéj CD számait Mohai Győzőnél a Stúdió 77-ben. Török Ádám elhívja Tamást a R.A.B.B.-ba gitározni. A debütáló koncertet április 1-jén a budapesti Glob Royal Clubban tartják. Ekkortól három éven keresztül Mohai Tamás a bandával utazik az országban heti rendszerességgel. Koncertet adnak minden szombaton a Bem Rockparton, minden május elsején és augusztus 20-án a Tabánban; fesztiválokon, klubokban megállás nélkül. A zenekar eljut Szlovákiába, Németországba, Olaszországba, Finnországba és Svájcba 1995 és 1998 között. A felállás ekkor: Török Ádám, Muck Ferenc, Köves Miklós, Kerékgyártó Füles István és Mohai Tamás. 1995 májusában megnyílik a Westbahnhof Music Pub a Nyugatinál, a nyitó bulin a R.A.B.B. koncertezik. Nyáron az ATV felveszi a R.A.B.B. koncertjét a Skála Metro teraszán. Megalakul a Muckshow (Muck Ferenc, Mohai Tamás, Kerékgyártó Füles István, Hirleman Bertalan), és megkezdődik az Acid Drops album számainak felvétele Kaszás Péter stúdiójában. Októberben élő Török Ádám Unplugged koncertfelvételre kerül sor a Glob Royalban, a vendég Tátrai Tibor. Ugyanez a formáció Billy Cobham előtt játszik a Kongresszusi Központban. Másnap közös jam sessionre nyílik lehetőség a Glob Royalban Cobham zenészeivel, a doboknál Gary Husband ül. A R.A.B.B. Unplugged műsorával turnézik az év végéig az országban.
1996 februárjában a Török Ádám és a R.A.B.B. koncertet ad B. B. King előtt a Kongresszusi Központban. Utána Agárdra költözik a zenekar egy nyaralóba, ahol elkezdik írni az Üres a ház című album dalait. A Paksi Bluesfesztiválon a R.A.B.B. mellett fellép a Besenyő Blues Band–Muckshow–Berki Tamás közös formáció is. Utóbbi külön CD-n jelenik meg a szokásos paksi válogatásalbum mellett. Júliusban a R.A.B.B. meghívást kap egy finn bluesfesztiválra, ahol a headliner zenekar a Lynyrd Skynyrd és a The Band. Budapesten a Hősök terén a Honfoglalás 1100. évfordulójának alkalmából rendezett koncerten játszik többek között a R.A.B.B. Papp Gyulával kiegészülve (Bartók: Este a székelyeknél), az eseményt a Magyar Televízió közvetíti. Az 1996-os Sziget Fesztiválon a R.A.B.B. a Blues Színpadon, míg a Muckshow a Nagyszínpadon koncertezik. 1996 szeptemberében megkezdődik az Üres a ház album felvétele Kaszás Péter stúdiójában, videoklip is készül a címadó dalhoz, a lemezbemutató koncertre a Petőfi Csarnokban kerül sor. Novemberben Gitárpárbaj koncerten együtt játszik Tátrai Tibor, Alapi István, Csillag Endre és Mohai Tamás a gödöllői GATE klubban. Az év végi karácsonyi jam alkalmából a Kyru Gotta Humble vendégeként szerepel a Fél 10-ben többek között Takáts Tamás és Mohai Tamás.
1997 márciusában megnyit az Old Man’s Music Pub Budapesten a Black and White helyén, ahol a R.A.B.B. az első fellépő. Innen megy kéthetes svájci turnéra a zenekar, és érkezik vissza az Old Man’s-be. Áprilisban ismét gitárpárbajozik Mohai Tamás, ezúttal a Glob Royalban. Felmerül egy album elkészítésének ötlete G pont címmel, nyáron el is kezdődnek a felvételek a Petőfi Csarnokban, Németh Gábor stúdiójában. Mohai Tamás négy számot visz: Gödöllő, Kezdjük újra blues, Más fények és a Némafilm, utóbbi később a Háború zenekar első nótája lesz. Ősszel elkezdődnek a Muckshow: A kávéd az pocsék, de… album felvételei Kaszás Péter stúdiójában. Szeptembertől egy éven át Mohai Tamás minden vasárnap koncertezik a Kalóztanyán Ferenczi Györggyel és Wittmayer Istvánnal trióban, néha a Herfli Davidsonnal az Old Man’s-ben. Novemberben a Premier Art Records megjelenteti a G pont lemezt, melynek bemutatójára a Petőfi Csarnokban kerül sor, ahol fellép Tátrai Tibor, Alapi István, Csillag Endre, Mohai Tamás valamint Somló Tamás, Sipos Péter, Jamie Winchester, Varga Miklós, Szappanos György, Retzler Péter, Hirleman Bertalan, Németh Gábor, Hetényi Zoltán, Horváth Kornél, Keresztes Ildikó, Csányi István. Elhangzik az album összes dala, és bemutatkozik a Háború trió a Némafilmmel, vokálozik Jamie Winchester és Sipos Péter. 1997 decemberében elindulnak a Háború-próbák Dunakeszin Bradács Tibornál a Fosters Clubban. A Zenész Magazin címoldalára Mohai Tamás kerül, az interjút Maróthy György készíti vele.
1998 januárjában megkezdődnek a próbák a Bem Rockparton Török Ádám 50/30 című születésnapi koncertjére, ami a Petőfi Csarnokban hangzik el a hónap végén, és a Magyar Televízió is rögzíti. Ezután még tíz koncertet játszanak közösen, de február végén Mohai Tamás elbúcsúzik a R.A.B.B.-tól a Háború zenekar miatt. Vedres Joe stúdiójában ugyanis elkezdik felvenni a Dr. Csónakos album számait. Mohai Tamás feltűnik a Kyru Gotta Humble zenekar gitárosaként is néhány koncerten (Radovics László, Zsemlye Sándor, Szappanos György, Kovács Gábor, Hirleman Bertalan, Mohai Tamás), a zenekar Szegeden a Magyar Atommal játszik.
1998. április 1-jén a Háború önálló koncertet ad Budapesten a Westbahnhofban a Nyugatinál, majd fellépnek többfelé az országban, az EFOTT-on és a Sziget Fesztiválon is. Tavasszal elkészül a Dr. Csónakos videoklip. A Muckshow 1998-as Paksi Bluesfesztiválos koncertjén elhangzik többek között a 92. utca című szám is. Augusztus 20-án a Háború játszik a MINI előtt a Tabánban, Mohai Tamás és Tátrai Tibor beszállnak a Gőzhajóba gitározni. Szeptember 1-jén megjelenik a Dr. Csónakos című Háború-album a zenekar egyéves születésnapján a Premier Art Records gondozásában. Decemberben elkészül a Háború: Nézd a gépem videoklip, és a zenekar közreműködik a Budapest Sportcsarnokban három számmal egy sokzenekaros koncerten (Republic, Bikini, Beatrice, utóbbiban Mohai Tamás két dalban közösen vokálozik Hirleman Bertalannal). A Háború itt kivételesen Zsoldos Tamással lép fel. December 26-án karácsonyi jam session alakul az Old Man’s-ben, itt lép fel először egy Boom Boom-szerű formáció (Tátrai Tibor, Jamie Winchester, Szappanos György, Ferenczi György, Hirleman Bertalan, Tóth János Rudolf, Mohai Tamás). 1999 márciusára alakul ki a végleges Boom Boom felállás (Tátrai Tibor, Jamie Winchester, Szappanos György, Borlai Gergő, Mohai Tamás). A zenekar 2002 augusztusáig hetente-kéthetente szerdán játszik az Old Man’s-ben telt ház előtt.
1999-ben a KFT megkeresi Mohai Tamást, hogy lépjen be az együttesbe Laár András helyére. Herendi Gábor elkészíti az Almási Enikő Te+Én videoklipet. Elkezdődnek az azonos című album felvételei az Old Man’s stúdióban. Megalakul az Almási Enikő és a Zenekar, amely fellép a FEZENen és a Sziget Z+ színpadán. Ezeken a fesztiválokon a Boom Boom is játszik. Elindulnak a KFT-próbák az augusztus 11-i szegedi napfogyatkozás koncertre, az EFOTT-ra és a FEZEN-re. Mohai Tamás gitározik Bornai Tibor: A hókirálynő című zenés darabjának felvételén a Tom Tomban. Almási Enikő Micsoda éjszaka videoklipje felvételre kerül a Z+ jóvoltából. Elkészül és megjelenik a Máté Péter: Hagyatékom album és az Almási Enikő: Te+Én CD is. A Boom Boom az Old Man’s-ben rögzíti két koncertjét és megjelenik első albuma. Novemberben Mohai Tamás a Muddy Shoes vendégeként játszik a Lágymányosi Közösségi Házban, majd megkezdődnek a KFT: Éljen a szerelem felvételei az Akvárium Stúdióban, a hangmérnök Lakatos Gábor, a kiadó a Magneoton Warner. Közben a Bankrabló című számhoz animációs videoklip készül a Varga Stúdió közreműködésével.

### Kétezres évek
2000-ben az Almási Enikő és a Zenekar (Mohai Tamás, Huszár Endre, Nagy János, Szappanos György, Jamie Winchester) koncertet ad a DOKK-ban, melyről kép- és hangfelvétel készül. A Boom Boom a Petőfi Csarnokban koncertezik Billy Cobham előtt és egy szlovákiai fesztiválon. A KFT fellép Siófokon a Beach House-on és a Szigeten, ahol Borlai Gergő is közreműködik. Mindhárom formációval rendszeres a médiaszereplés az M1, az RTL, a TV2, a Z+, valamint a Duna TV csatornák különböző műsoraiban (1999-től 2002-ig), és mindhárom formáció rendszeres fellépő a fesztiválokon (Sziget, Paks, EFOTT, Tusnádfürdő stb). Szeptemberben Mohai Tamás megkezdi tanulmányait a Liszt Ferenc Zeneművészeti Főiskola tanárképző karán jazzgitár szakon.
2001 januárjában Mohai Tamás kilép a KFT-ből, majd februárban beugrik Presser Gábor zenekarába két koncert erejéig (RTL Amstel Jam, Kongresszusi Központ). Az Amstel Jamben a Boom Boom is szerepel. Megkezdődnek a Boom Boom: Intergalactic Megahello album felvételei az Akvárium Stúdióban Lakatos Gáborral. Tavasszal megjelenik Almási Enikő és a Zenekar: 13 című albuma, mely a Tom Tom stúdióban kerül rögzítésre, és elkészül a Tizenharmadik című dal videoklipje Ungvári Dáviddal. Nyáron megjelenik a Boom Boom Intergalactic Megahello albuma. A Great Days című számhoz videoklip készül Gál Ferenccel, aki Amszterdamban él, és őszre turnét szervez Hollandiában a zenekarnak. A turné október-novemberben létre is jön, és megismétlődik 2002 márciusában. Hollandiában is megjelenik az Intergalactic Megahello más borítóval. Novemberben az Almási Enikő és a Zenekar fellép az RTL Amstel Jam című műsorában.
2002 januárjában megszületik az Őskor: olykor ókor című dal, melynek felvétele Vedres Joe stúdiójában történik. A dobgroove-okat az Old Man’s stúdióban Hegyi Jones készíti Mohai Tamással. Ezen a nyáron újra összeáll a Háború, elindulnak az új számok próbái (Világtalan, Hogyan vesztem el, Ellopják, Noé űrhajója). 2002. szeptember 10-én a Boom Boom jó ideig az utolsó koncertjét adja a Zöld Pardonban. Szeptember 11-én a Háború a Megapubban koncertezik, ahol havi rendszerességgel játszik a zenekar 2004 júniusáig. 2002 őszén megkezdődik a Háború A Harmadik világ című albumának felvétele Daczi Zsolt stúdiójában Tahiban, ami 2003 márciusában fejeződik be. A Hogyan vesztem el a háborút videoklipje is elkészül ekkortájt Csillag Endre segítségével. Mohai Tamás eközben közreműködik Harry De Waij énekes készülő lemezén Amszterdamban.
2003 nyarán „20 éves a Faxni” koncert szerveződik a székesfehérvári FEZEN Klubban (régi Bahnhof). Az eseményre megjelenik a Kiadatlan 1992 című album. Ettől kezdve Kisteleki Győző és Nagy Imre játszik a Faxniban. A Katona János vezette Légierő Big Band a Sziget Fesztiválon játszik három napon át, a vendégszólista Mohai Tamás. Szeptemberben a European Mantra vendégeként lép fel Mohai Tamás a Gödör Klubban Winand Gábor és Borbély Mihály mellett. A Faxni rögzíti az Esti Hírlap és a Doktor úr című számokat a Stúdió 202-ben.
2004 februárjában megalakul az új Berki Band (Berki Tamás, Tóth Viktor, Horváth "Plútó" József, Mohai Győző és Mohai Tamás). Időnként Sárik Péter is csatlakozik. Megkezdődnek A híd című album felvételei a Tom Tom stúdióban. A zenekar kilenc évig működik, a magyar fesztiválok és jazzklubok rendszeres fellépője, eljut Erdélybe, Szlovákiába és Csehországba is. A híd felvételeivel párhuzamosan a 9:30 zenekar Momentary Fame felvételei is zajlanak a Yellow Stúdióban Huszár Endre irányításával. 2004 júniusában Mohai Tamás befejezi a Liszt Ferenc Zeneművészeti Főiskolát, diplomakoncertjét a Francia Intézetben adja Bér Zsolttal, Zemlye Sándorral, Berdisz Tamással és Bakaja Péterrel. A kvintett négy számot rögzít a Stúdió 202-ben Glaser Péternél. A Háború Megapubos koncertjét a Magyar Rádió rögzíti. 2004-ben Mohai Tamás először oktat a Lamantin Jazz Táborban, ahol 2014-ig (2009 kivételével) minden évben tanít. Megkezdődik Nesztor Iván Ősz című albumának felvétele a Stúdió 202-ben (Nesztor Iván, Glaser Péter, Geröly Tamás, Mohai Tamás). 2004 szeptemberétől Mohai Tamás az Újpesti Zeneiskolában tanít egészen 2012-ig.
2005 tavaszán Tamás a Besenyő Blues Banddel Zalaegerszegen játszik, a koncerten Majsai Gábor helyett Horváth Charlie énekel. A nyáron Megyaszay István MegyaBass nevű kvintettjével koncertezik a Solymári Jazz Fesztiválon és a Szigeten (Megyaszay István, Milosevits Mirkó, Delov Jávor, Zsemlye Sándor, Mohai Tamás). Megkezdődnek A kerékpáreltolás művészete című Faxni-album felvételei a Stúdió 77-ben Székesfehérváron, Mohai Győző stúdiójában. Megjelenik a 9:30 Momentary Fame album, Kapolcson debütál a teljes formáció (Desney Bailey, Kozma Orsolya, Harcsa Veronika, Magyar Hajnal, Fehérvári Attila, Nagy János, Agárdi Péter, Krzysztof Ścierański, Zsemlye Sándor, Huszár Endre, Mohai Tamás). Majd a Szigeten, az A38-on, a Millenárison és év végén az Újszínházban (itt kép- és hangfelvétel készül) is játszik a zenekar. A Berki Band a Szigeten, Kapolcson és a Lamantinon is szerepel. Zsámbékon, a Színházi Bázison a Belemenekülők című darabban zenei rendezőnek kérik fel Mohai Tamást, Dévényi Ádám dalai képezik a színdarab keretét, a rendező Máté Gábor. A darabot ősszel Budapesten is bemutatják, és 2006 nyarán többször játsszák Zsámbékon.
2006 januárjában Fekete Jenő Ray Charles Emlékkoncertet szervez a Müpában. A koncertről kép- és hangfelvétel készül, több mint ötven zenész működik közre. A Háború zenekar eMeRTon-díjat kap és fellép a Magyar Rádió által szervezett gálaműsorban, amit élőben közvetít a Petőfi Rádió. 2006 szeptemberében Tamás a HangSzínTér Művészeti Szakközépiskolában kezd tanítani Bodajkon, és oktat egészen 2014 tavaszáig. 2006-ban Naszvagyi Tamás és Mohai Tamás megalakítják a TomiStars zenekart, megkezdődnek a próbák és a felvételek a Rádió 8-as stúdiójában, aztán folytatódnak a Stúdió 202-ben. Közben doboscsere történik, Faragó Tamás helyére Berdisz Tamás kerül. Ősszel Mohai Tamás első alkalommal koncertezik az Alapi Banddel a Josefina Blues Bellben a Gitárpárbajon (a 2010-ig évi rendszerességgel megtartott eseményen fellépő gitárosok – alkalmanként általában négy – Alapi István, Csillag Endre, Lukács Peta, Nagy Ádám, Fischer László, Felkai Miklós, Birta Miklós, Marschalkó Zoltán, Fekete Jenő, Benkő Zsolt, Mohai Tamás). Producer: Bányai István. A Josefinában Háború- és TomiStars-koncertek is megrendezésre kerülnek 2006 és 2013 között. 2006 decemberében Mohai Tamás közreműködik a Sárik Péter által hangszerelt, Juhász Ildikó által énekelt Most élsz és Most kéne abbahagyni című dalok felvételén a Tom Tom stúdióban (a formáció: Juhász Ildikó, Sárik Péter, Horváth "Plútó" József, Zana Zoltán, Berdisz Tamás, Mohai Tamás).
2007 februárjában a Berki Tamás Band koncertet ad a Müpában. A Katona József Színház műsorára tűzi a Jazztetés című zenés darabot, amelynek zenei instruktora Mohai Tamás, rendezője Máté Gábor. A darab premierjére az A38 Hajón kerül sor, ahol három előadást tartanak, majd nyáron Balatonbogláron, ősztől a Katona József Színházban látható. 2007 júniusában megjelenik a Faxni: A kerékpáreltolás művészete című album, a lemezbemutató koncertet Székesfehérváron tartják A Szabadművelődés Házában, amiről kép- és hangfelvétel készül. A lemezen a Mohai testvérek mellett Almási Enikő, Müller Ádám és Kardos Antal játszik. A Faxni Kémdal című számához videoklip készül Kiszely Krisztián közreműködésével, aki az album borítóját is tervezi.
2008 januárjában Mohai Tamás is feltűnik Török Ádám 60/40 születésnapi koncertjén a Petőfi Csarnokban, ami DVD-n is megjelenik. 2008. január 31-én a Faxni az A38 Hajón játszik, ahol újra közreműködik Winand Gábor és – mint A kerékpáreltolás művészete CD-n – Almási Attila és Hámori János. Megjelenik a TomiStars Nagymosás című első albuma. Szeptemberben Tamás először játszik a Random Szerdával az A38-on. A koncert rögzítésre kerül és megjelenik Barabás Lőrinc Small Talk című lemezén. A zenekarral 2010-ig több koncerten is szerepel Tamás. 2008 őszén a Nagy János vezette Freestyle Chambers Orchestra több koncertjén is feltűnik, Drezdában, Pozsonyban és az A38 Hajón.
2009 januárjában Tamás a R.A.B.B.-bal Köves Miklós 60. születésnapi koncertjén játszik a Petőfi Csarnokban. A koncertről DVD és CD is készül Örök lázadók címmel. 2009. február 5-én Mohai Tamás szerzői estJE koncertjére kerül sor az A38 Hajón, kilenc zenekarral (Faxni, Háború, Almási Enikő és a Zenekar, TomiStars, Török Ádám és a R.A.B.B., Muckshow, Illy Project és két jazz formáció). Húsz zenész áll a színpadon, összesen 16 zeneszám hangzik el, melyről kép- és hangfelvétel készül. Megkezdődik a TomiStars: A mosónők korán halnak című albumának felvétele a TomiStars stúdióban, a hangmérnök Sturmann Pál, a kiadó másodszor is a Song Records (Filipovics Tamás). Berki Tamás: Bika Jam című albumát Glaser Péter stúdiójában készítik Mohai Tamásék. 2009 őszén Mohai Tamás a Random Trip vendége a Take Five-ban. A formációt Delov Jávor alapította DJ QC-val, Tamás alkalmi közreműködő a mai napig. Mohai Tamás feltűnik a Jambalaya: Végállomás vagy utazás című lemezének bemutatóján is az A38-on. Márkus Tibor Puppet Theatre concerto grossója sokak mellett Mohai Tamás közreműködésével szólal meg Szombathelyen a Bartók teremben, a Müpában és Debrecenben a Kölcsey Központban. Az előadásokról DVD jelenik meg.

### Kétezertízes évek
2010 nyarán Mohai Tamás leforgatja az Őskor: olykor ókor videoklipet Kiszely Krisztiánnal, a klip szeptembertől látható a YouTube-on, és ezzel elindulnak Mohai Tamás saját Facebook-oldalai is. Ugyanezen a nyáron a Berki Tamás Band a Paksi Bluesfesztiválon játszik. Karácsonyra megjelenik a Mohai–Vörös Trió koncertje DVD-n, amit még márciusban rögzítettek Székesfehérváron a Petőfi Music Pubban. 2011 áprilisában bemutatásra kerül Szakács Tibor: Ideestem albuma a Budaörsi Játékszínben, a TomiStars közreműködésével, Keresztes Ildikó vendégszereplésével. 2011 májusában kilenc év után újra együtt játszik a Boom Boom, a zenekar teltházas koncertet ad Budapesten a Gödör Klubban, és innentől évente párszor feltűnnek (Zöldpardon, Paksi Bluesfesztivál, Barba Negra, Akvárium, Barba Negra Track, Budapest Park). A Berki Tamás Band fellép a Balatonboglári Jazz- és Borfesztiválon, a budapesti Bókay Kertben a SzeptemberFeszten. Ősszel a Háború fellép A Magyar Dal Napján a Millenárison. Befejeződik Márai Sándor: Mennyből az angyal című versére komponált dal felvétele a TomiStars stúdióban a zenekar tagjai és Szakács Tibor közreműködésével. Mohai Tamás játszik a Siklósi Imre emlékére rendezett SIKI-emlékkoncerten Székesfehérváron A Szabadművelődés Házában. 2011 decemberében a Faxni utolsó koncertjét adja Székesfehérváron ugyanitt.
2012 májusában Tamás az eNerd-del, Huszár Endre új formációjával játszik a Müpában, valamint a Bass Locóval koncertezik Tomor Barna meghívására a Szimpla Kertben, az R33-ban és az A38 Hajón. 2012 nyarán Tamás részt vesz Glaser Péter: These Are My Hands albumának bemutatóján a Fonóban, valamint Tátrai Tiborral, Pély Barnával, Kaszás Lászlóval és Rácz Zsolttal fellép a Sándorfalvi Zenei Tábor zárókoncertjén. Ősszel megkezdődnek a MOHAIN: Fasznak annyi album felvételei Székesfehérváron a HSZT Stúdióban, a hangmérnök Somogyi József. 2013 tavaszán Mohai Tamás koncertet ad a Test Grouppal (Regály György, Dráb Károly, Szende Gábor, Mohai Tamás) az International Jazz Day-en a BackStage-ben. A 2013-as Paksi Bluesfesztiválos Boom Boom-koncertről kép- és hangfelvétel készül, és felkerül a YouTube-ra. A Háború a SuperSize Stúdióban rögzít, két szám kerül felvételre (Kodály országa, Nem hiszem el). 2013 decemberében Mohai Tamás is játszik a Tátrai Tibor és Barátai koncerten a Syma Csarnokban. 2014 februárjában a Háború utolsó koncertjét adja a Gödör Klubban. 2014-ben többször fellép a Gitár Triász nevű formáció (Pély Barnabás, Nagy Ádám, Mohai Tamás).
A SuperSize Stúdióban Mohai Tamás 2014-ben két számot rögzít Borlai Gergővel (Feeling goodbye new és a Boom Boom: Why Don’t We Do It Together alapjai). Megkezdődik a Fasznak annyi videoklip forgatása Kiszely Krisztiánnal. Az év végén befejeződik a Fasznak annyi album keverése Lakatos Gábor, masterelése Gresicki Tamás, valamint az azonos című videoklip forgatása és vágása Kiszely Krisztián közreműködésével, aki a lemezborítót is tervezi. Megjelenik a MOHAIN: Fasznak annyi CD 17 számmal (új és régebbi dalok) a Hunnia Records (Hunka Róbert) gondozásában, a sajtótájékoztatóra és akusztikus bemutatóra a Muzikumban kerül sor. 2015 januárjában a SuperSize stúdióban Mohai Szabolccsal, Mohai Mariettával és Tiszai Viviennel két számot rögzít Mohai Tamás a második MOHAIN-albumra (Elég vót; Mindegy, hogy hol). Februárban a Yellow Stúdió helyén működő Origo Studioban az ABC című dalt veszi fel Ifj. Cserny Kálmán Bogi hangmérnöki segédletével. Tavasszal pedig újabb dalok kerülnek felvételre Sipos Bence stúdiójában a MOHAIN II albumra. 2015. április 1-jén Önállás koncertet szervez Mohai Tamás Székesfehérváron A Szabadművelődés Házában a 25 évvel korábbi első Önállás koncert helyszínén, a koncert utáni közönségtalálkozó moderátora Nagy Judit a Fehérvár TV-től. 2015 júniusában megjelenik a MOHAIN II: A végtelenben sem találkoznak című album új dalokkal, új hangzással, 16 számmal, szintén a Hunnia Records kiadásában. A masteringet Bánhalmi Erik (SuperSize), a lemezborítót Kiszely Krisztián készíti.
2015 nyarán megalakul a TMJe^ forgatócsoport, ettől kezdve 2015-től 2020-ig több mint 100 tartalom (régi és új videoklipek: Gyerekszív, Áruló, Feeling goodbye new, Édes a méz, Holnaptól stb.) kerül fel az internetre. Ősszel befejeződik a MOHA IN fusion album masteringje a SuperSize stúdióban. 2015. november 11-én Mohai Tamás Önállás koncertjére kerül sor Budapesten a New Orleans Clubban, és megjelenik az In fusion album 17 számmal. A három Hunnia Records-kiadvány ötven dalt tartalmaz Mohai Tamás 50. szülinapja okán. A koncert első felében szólóban adja elő a Facebook-közönség által megszavazott kedvenc Mohai-dalokat, a második részben Tátrai Tibor, Török Ádám, Kozma Orsi, Pély Barna és Török Péter csatlakozik és szólaltat meg további Mohai-szerzeményeket. A koncertről kép- és hangfelvétel készül (a Mára nincs több kérdés már publikus a YouTube-on). Az év végén Mohai Tamással életinterjút készít Papp Máté a Cseh Tamás Program keretében.
2016. július 11-én 49 éves korában meghal Mohai Győző Zoltán, Tamás testvére, a Faxni és oly sok formáció dobosa, két Faxni-album hangmérnöke. Ősszel a Faxni Áruló c. klipje bekerül a Klipszemle 100 kiválasztott alkotása közé, bemutatják a Toldi Moziban. Mohai Tamás részt vesz a Nesztor Iván 70. születésnapja alkalmából szervezett koncerten az Újpesti Zeneiskolában, több tucat zenész társaságában. Tamás Ivánnal duóban is játszik a Győző emlékére írt Herceg című Nesztor-szerzeményben.
2017 júniusában Mohai Tamás hirtelen kórházba kerül, koszorúér-tágító műtétet hajtanak végre rajta. Rá egy évre, MOHAIN-koncertet szervez az ELLÁTÓházban, ahol a formáció a koncert végén bejelenti, hogy MOHAING néven működik tovább (Jud Harmony, Török Péter, Mohai Tamás). 2018 nyarán pár év szünet után Tamás újra szerepel a Gitármánia Táborban. Az eseményen 1997 óta kisebb-nagyobb kihagyásokkal mindig részt vesz. Ősszel közreműködik Márton András Szívgárda című szólólemezén a Pannónia Stúdióban, valamint Glaser Péter második lemezén a SuperSize Stúdióban. 2018. december 5-én négy év kihagyás után újra együtt zenél a Boom Boom – a koncert előtt két héttel elfogynak a jegyek.
2019-ben megjelenik Glaser Péter Bring Down the Angels című albuma, melyet Farkas Mihály és Mohai Győző emlékének ajánlanak, és a Budapest Jazz Clubban mutatnak be. Áprilisban Költőzködés címmel a MOHAING játszik A Szabadművelődés Házában a Költészet napja alkalmából. Tamás részt vesz a „10 éves a Random Trip” koncerten a Budapest Parkban, valamint Organ Age-koncerteken (Regály György, Balázs Elemér, Mohai Tamás) Budapesten, Nagymaroson és Zebegényben. A Gitármánia Táborban Mohai Tamás egy Fatia Negra gitáron játszik. A hangszert a Fatia Negra Gitármanufaktúra készíti és adományozza neki. Felvételre kerül a MOHAING album a Kerékgyártó testvérek stúdiójában, melynek tervezett címe: A szabadság foka. 2019 őszén Ketten a Faxniból címmel koncertet ad Mohai Tamás Kremnitzky Gézával duóban A Szabadművelődés Házában a Tizedik történet című album számaiból és a nyolcvanas években írt, közösen játszott dalokból. A koncert decemberben megismétlésre kerül. Az év végén Mohai Tamás több alkalommal játszik A Dig It All formációval (Regály György, Bartók Vince, Hidász Tamás, Mohai Tamás). 2019 decemberében a Boom Boom utolsó koncertjét adja az eredeti felállásban a Barba Negrában.

### Kétezerhúszas évek
A 2020-as pandémia miatt számos koncert elmarad. A 45 éves A Szabadművelődés Háza online kiállításmegnyitón Mohai Tamás akusztikus gitáron működik közre. Mohai Tamás a Random Trippel fellép a Müpa autósmoziban, Pannonhalmán és a Raktárkoncerten. Nagy Ádám meghívja Mohai Tamást a Wörk Projekt vendégeként a Kobuci kertbe. A MOHAING zenekar koncertet ad A Szabadművelődés Házában és a Metro Clubban Budapesten, a trióhoz csatlakozik Mohai Szabolcs. A Phonic Chat Music Workshop Mohai Tamás, Mohai Szabolcs, Kiss G. László és Horváth Janó közreműködésével látható az interneten.
2021-ben elkészül a Már semmi nem fáj című dal hang- és képanyaga, Pilló Péter és Józsa Örs (SoundCam) közreműködésével, valamint megjelenik Mohai Marietta Kórtalan (Az apám, Mohai Tamás) című életrajzi könyve. A Már semmi nem fáj klipje az éves Klipszemle shortlistjébe is bekerül. A Kórtalan című könyv zenés bemutatójára a Petz Sörözőben kerül sor Székesfehérváron. Szumper Ákos The Journey című lemezbemutatóján Mohai Tamás is játszik pár dalban a Muzikumban, majd a Hangépítésen, Lakitelken zsűrizik, ahol az esti Blues Banda vendégeként is fellép.
Június 5-én 55 éves korában meghal Szappanos György basszusgitáros, a Boom Boom, a Háború, az Almási Enikő és a Zenekar stb. oszlopos tagja.
Június 15-én meghal 57 éves korában Winand Gábor énekes-szaxofonos, a Faxni és az MWF Quintett stb. tagja.
Nyáron Mohai Tamás a Gitármánia Táborban, Gotthárd Mihállyal és Gyémánt Bálinttal interaktív gitárkurzust tart közösen. A Kórtalan budapesti könyvebemutatójára, Mohai Tamás születésnapján, az Élesztőházban kerül sor. Megalakul a Mohai Tamás – Nagy Ádám akusztikus duó, az év végig több koncertet adnak országszerte. Mohai Tamás fellép a Random Trippel a Debreceni Jazz Napokon, és a DAAD Fesztiválon, Ozorán. Megkezdődik a Mohai Tamás Band lemezfelvétele Kremán Patrik segédletével az Organic Sound Stúdióban. A zenekar felállása: Mohai Tamás – gitár, ének, Török Péter – gitár, Jud Harmony – ének, Mohai Szabolcs – dob, Kiss G. László – basszusgitár. A zenekar fellép a székesfehérvári Petz Sörözőben és a szeged-szőregi blues fesztiválon. Mohai Tamás közreműködik Jamie Winchester 50. születésnapi koncertjén a Budapest Parkban.
A Mohai Tamás Band lemezbemutató (MOHAING: A szabadság foka) koncertet ad az Analog Music Hallban 2022 novemberében.

### Diszkográfia
| Cím                                              | Hordozó      | Év   |
| ------------------------------------------------ | ------------ | ---- |
| FAXNI: Esti hírlap / Édes a méz                  | SP           | 1987 |
| FAXNI: Tizedik történet                          | LP           | 1989 |
| POSTHUMUS (Videoton Jazz Band): Földközi tengely | LP           | 1989 |
| MOHAI TAMÁS: Századvégi rock and roll            | CC           | 1992 |
| MOHAI–VÖRÖS TRIÓ: It’s Ordinary Speech           | CC           | 1992 |
| TITUSZ ÉS AZ OROSZLÁN: Nincs rossz tánc          | CC           | 1993 |
| MOHAI TAMÁS: Léha élet                           | CC           | 1993 |
| SIKI: Maradj még                                 | CD + CC      | 1994 |
| FAXNI: Vorásszéj                                 | CD           | 1995 |
| TÖRÖK ÁDÁM and the BRANCH: Unplugged             | CD           | 1995 |
| MUCKSHOW: Acid Drops                             | CD + CC      | 1996 |
| TÖRÖK ÁDÁM és a R.A.B.B.: Üres a ház             | CD           | 1996 |
| G-PONT (Tátrai, Alapi, Csillag, Mohai)           | CD + CC      | 1997 |
| MUCKSHOW: A kávéd az pocsék, de…                 | CD           | 1997 |
| HÁBORÚ: Dr. Csónakos                             | CD + CC      | 1998 |
| BOOM BOOM: Live (Old Man’s)                      | CD           | 1999 |
| ALMÁSI ENIKŐ: Te + én                            | CD           | 1999 |
| KFT: Éljen a szerelem                            | CD + CC      | 2000 |
| ALMÁSI ENIKŐ és a Zenekar: 13                    | CD + mini CD | 2001 |
| BOOM BOOM: Intergalactic Megahello               | CD           | 2001 |
| HÁBORÚ: A harmadik világ                         | CD           | 2003 |
| FAXNI: Kiadatlan 1992                            | CD           | 2003 |
| BERKI TAMÁS: A híd                               | CD           | 2004 |
| 9:30 COLLECTIVE: Momentary Fame                  | CD           | 2005 |
| FAXNI: What I Say                                | CD           | 2006 |
| FAXNI: A kerékpáreltolás művészete               | CD           | 2007 |
| TOMISTARS: N agymosás                            | CD           | 2008 |
| MOHAI TAMÁS: Őskor: olykor ókor (egy dal)        | CD           | 2009 |
| SZAKÁCS TIBOR: Ideestem                          | CD           | 2009 |
| BERKI TAMÁS: Bika jam                            | CD           | 2009 |
| MOHAI-VÖRÖS TRIÓ: LIVE                           | DVD          | 2010 |
| TOMISTARS: A mosónők korán halnak                | CD           | 2012 |
| MOHAIN: Fasznak annyi                            | CD           | 2014 |
| MOHAIN II: A végtelenben sem találkoznak         | CD           | 2015 |
| MOHA IN fusion                                   | CD           | 2015 |
| MOHAING: A szabadság foka                        | CD           | 2022 |

| Cím | Hordozó  | Év        |
| --- | -------- | --------- |
| Nyolc évszak – FAXNI: Az ünnep: az boldog (filmbetétdal)                                                      | LP       | 1987      |
| OMEGA: Babylon                                                                                                | LP       | 1987      |
| EAST: A szerelem sivataga                                                                                     | LP       | 1987      |
| VOGA–TURNOVSZKY DUÓ albumai                                                                                   |          | 1987-1991 |
| RH+: Európa közepén                                                                                           | LP       | 1989      |
| MAGNEOTON WARNER: NAPOLEON BLD, GERGELY RÓBERT, DELHUSA GJON, ANITA, SZÁZ FOLK CELSIUS, ZÁMBÓ JIMMY albumokon |          | 1993-1999 |
| ROLLS FRAKCIÓ: Kejne pánik                                                                                    | CD       | 1994      |
| PAKS GASTROBLUES FESZTIVÁL: R.A.B.B., MUCKSHOW–BESENYŐ BRASS, BERKI TAMÁS, BOOM BOOM válogatások              | CD       | 1995-1999 |
| TÖRÖK ÁDÁM és a MINI: 50/30                                                                                   | CD       | 1998      |
| BEST of ÁDÁM: 1988–1998                                                                                       | CD       | 1998      |
| KERESZTES ILDIKÓ: Nem tudod elvenni a kedvem                                                                  | CD       | 1999      |
| VARGA MIKLÓS: Hazatérés                                                                                       | CD       | 1999      |
| MÁTÉ PÉTER: Hagyatékom                                                                                        | CD       | 1999      |
| NAGY JÁNOS: Fej és írás                                                                                       | CD       | 2000      |
| 4U: Süket a telefon                                                                                           | CD       | 2000      |
| VEDRES JOE: Kívülállók                                                                                        | CD       | 2003      |
| MÁRKUS TIBOR EQUINOX: Eclectic                                                                                | CD       | 2004      |
| NESZTOR IVÁN: Ősz                                                                                             | CD       | 2004      |
| HARRY DE WAY: Seconds Away                                                                                    | CD       | 2004      |
| HIRLEMAN BERTALAN: Prelude                                                                                    | CD       | 2006      |
| MUCK FERENC: Ötven plusz                                                                                      | CD       | 2007      |
| MÁRKUS TIBOR: Puppet Theatre                                                                                  | CD + DVD | 2007      |
| KERESZTES ILDIKÓ–BINDER KÁROLY–VARGA GÁBOR: Holnaptól más lesz…                                               | CD       | 2008      |
| FREE STYLE CHAMBER ORCHESTRA: Pannon Celtic Dance                                                             | CD       | 2008      |
| DÉVÉNYI ÁDÁM és az ÁTMENETI KABÁT: Olyan jó                                                                   | CD       | 2008      |
| TÖRÖK ÁDÁM: 60/40                                                                                             | CD + DVD | 2008      |
| PINYÓ 60: Örök lázadók                                                                                        | CD + DVD | 2009      |
| BARABÁS LŐRINC RANDOM SZERDA: Small talk                                                                      | CD       | 2009      |
| MIKE GOTTHARD: Shut Up and Play                                                                               | CD       | 2009      |
| JAMBALAYA: Végállomás, vagy utazás                                                                            | CD       | 2010      |
| THE PAID HOLIDAY: Waiting For The Summer                                                                      | CD       | 2010      |
| YESTERDAYS: Colours Caffé                                                                                     | CD       | 2011      |
| GLASER PÉTER: These Are My Hands                                                                              | CD       | 2012      |
| ENERD: MÜPA live                                                                                              | DVD      | 2012      |
| BASS LOCO: R33 és A38 LIVE – Szerzői kiadás                                                                   | CD + DVD | 2013      |
| ANGYALOK GYALOG: Mai fiatalok                                                                                 | CD       | 2014      |
| LORY LEEL-OSSY: The Taste of the Smoke                                                                        | CD       | 2014      |
| DELY DOMI: 1JZ vvti                                                                                           | CD       | 2015      |
| MÁRTON ANDRÁS: Szívgárda                                                                                      | CD       | 2018      |
| DEÁK-SÁROSI LÁSZLÓ–FARKAS MIHÁLY–TÓTH ISTVÁN: Libás Matyi                                                     | CD       | 2019      |
| PETER GLASER: Bring Down the Angels                                                                           | CD       | 2019      |
| ADAM SZUMPER: The Journey                                                                                     | CD       | 2021      |
| ÁDÁM ELMÉI: Zsiványjazz                                                                                       | CD       | 2023      |
| BERKI TAMÁS: Hintaló                                                                                          | CD       | 2023      |

## Tanulmányok
- Postások Erkel Ferenc Zeneiskola (1982–1984)
- Bartók Béla Szakközépiskola jazztanszak (1984–1987)
- Liszt Ferenc Zeneművészeti Főiskola (2000–2004)

## Tanítás
- Építők Pintér Károly Művelődési Ház, Székesfehérvár (1985–1990)
- Polifón Zeneoktatói Munkaközösség (1990–1993)
- Lauschmann Gyula Zeneiskola (1998–2001)
- Újpesti Zeneiskola (2004–2012)
- Lamantin Jazz Tábor (2004–2014)
- HangSzínTér Művészeti Szakközépiskola (2006–2014)
- privát oktatás (1984– napjainkig)

## Díjak
- eMeRTon-díj FAXNI, „Az év reménysége” (1990)
- eMeRTon-díj HÁBORÚ LIVE, „Az év zenekara” (2006)
- Barta Tamás emlékérem (2023)

## Színházi munkák
- Belemenekülők (2005 – 2006)
- Jazztetés (2007)

## Egybefüggő zeneművek
- Faxni: Szemétdombon a rock’n’roll (1988)
- Ágai Ágnes – Victor Máté – Mohai Tamás: Szavak a fogmosópohárban (1991)

## Filmszerepek
- Szerelem első vérig (1985)

## Filmzene
- Nyolc évszak (1987)

## Könyvek
- Hangok és ütemek 4. Tíz életút zenével; szerk. Vass Norbert; Öröm a Zene Nonprofit Kft., Budapest, 2020
- Mohai Marietta: Kórtalan. Az apám, Mohai Tamás; szerzői, Budapest, 2021

## Magánélet
1991. január 6-án megszületik Mohai Marietta. 1994. június 16-án megszületik Mohai Felicián Tamás. 2008. május 9-én megszületik Mohai Szilárd Zoltán.